# ソ連共産党政治局
ソ連共産党政治局（それんきょうさんとうせいじきょく、ロシア語: Политбюро ЦК КПСС、英語: Politburo）は、ソビエト連邦共産党の主要な政策決定機関および管理機関。
正式名称はソビエト連邦共産党中央委員会政治局（ソビエトれんぽうきょうさんとうちゅうおういいんかいせいじきょく）。
1952年から1966年までは幹部会（かんぶかい、露: Президиум、英: Presidium）と呼ばれた。

## 概要
中央委員会の幹部メンバーで構成された。 党規約上は、中央委員会の政治に関する部局（ゆえに「政治局」（Politburo）と呼ばれる）として、委員会の各会期の合間に党を指導するために中央委員会により選出され、党に関することのみの委任を受けて活動するものとされていた。政治局は、中央委員会の承認を得る責任を負っており、また政治局員への任命は中央委員会の承認が必要とされていた。
実際には、政治局は中央委員会を監督し全ての主要な政治的決定を行っており、その決定は中央委員会を経て、最高会議およびソ連共産党党大会に下達された。党のメンバーが政府の全ての中心的ポストに就いており、それゆえ党の規律により政治局の政策が全ての政府機関において実行されることが保証されていたことから、政治局のコントロールは党だけでなく政府にも及んだ。幹部会（後の政治局）の決定を中央委員会が覆した例として、1957年の反党グループ事件が挙げられる。
1917年10月23日、ソ連共産党の前身であるロシア社会民主労働党にレーニンを事実上の局長とする「政治局」が設置された。これは中央委員会が武装蜂起(十月革命)の期日を11月7日と決定したことを受けて、その司令部を組織したものであった。革命後は「政治」の文言を外し漠然と「事務局」をレーニン、スヴェルドロフ、スターリン、トロツキーらの同志が構成した。1919年の第8回党大会において、後々にソビエト連邦における政治権力の真の中核となるべく政治局が再建された。当初、政治局はレーニン、レフ・トロツキー、ヨシフ・スターリン、レフ・カーメネフ、ニコライ・クレスチンスキーの5人で構成された。
党規約上は、政治局は下部機関から選出されるものとされていたにもかかわらず、実際には、政治局の中心メンバー、そしてもちろんレーニンが局のメンバーの構成の決定に強い影響力を有していた。その結果、局のメンバーの構成は、党内の各人、政治局内での協調関係および政治局外の支持者の存在感や影響力の強さを反映するものとなった。
スターリンの時代には、党の指導部を決定するプロセスは、下部から選出されるのではなく、逆に書記長（すなわちスターリン）が中央委員会のメンバー構成や、政治局のメンバー構成さえも決定するようになった。スターリンの死後は、書記長の権威は様々に消長し、少なくとも一人の書記長がその地位を確固たるものとするまでは、党の中心メンバーおよび利害を有するグループの協調関係の移り変わりに基づくようになった。
政治局のメンバーには、議決権をもつ正局員と議決権をもたない局員候補の二つがあった。実際の政治局の規模は変動したが、たいていは14人の正局員と8人の局員候補からなった。公式には局長は存在しなかったが、通常、中央委員会の長を務めていた書記長が、常に政治局でも主導的な役割を担った。実際には、最も権力を有する政治局のメンバーは、ソビエト共産党中央委員会の書記長が主導する書記局のメンバーの地位も有しており、どちらか片方にしか在籍しないメンバーは影響力が低かった。政治局のメンバーとなった女性はごくわずかであった。
個人的な衝突を最小にし、派閥主義を避けるために、議事手続き上のしきたりがあった。それは、実際の会議中の争いを避けるために、強い批判はあらかじめ他のメンバーにも伝えておく、というものであった。
1990年の第28回党大会で、政治局の権限は最高会議に委譲されることが承認され、そして政治局は1991年8月24日に解散した。
「ソ連共産党の機構」を参照。

## 政治局員／幹部会員
| 日付                 | 事項 |
| -------------------- | --- |
| 1917年10月10日[23日] | アンドレイ・ブーブノフ、グリゴリー・ジノヴィエフ、レフ・カーメネフ、ウラジーミル・レーニン、グリゴリー・ソコリニコフ、ヨシフ・スターリン、レフ・トロツキーが中央委員会政治局の局員に選出される。 |
| 1917年11月7日        | ペトログラードにおけるボリシェビキ革命（旧暦：10月25日）成功の後、政治局は機能を停止する。 |
| 1919年3月25日        | カーメネフ、ニコライ・クレスチンスキー、レーニン、スターリン、トロツキーが中央委員会総会で正局員に選出。ニコライ・ブハーリン、ジノヴィエフ、ミハイル・カリーニンが局員候補に選出。 |
| 1919年7-9月          | 政治局と組織局の合意により、中央委員会主任書記エレーナ・スタソワが、1919年7月から9月まで、一時的に政治局に加わった。 |
| 1920年4月5日         | カーメネフ、クレスチンスキー、レーニン、スターリン、トロツキーが中央委員会総会で正局員に選出。ブハーリン、ジノヴィエフ、カリーニンが局員候補に選出。 |
| 1921年3月16日        | ジノヴィエフ、カーメネフ、レーニン、スターリン、トロツキーが中央委員会総会で正局員に選出。ブハーリン、カリーニン、ヴャチェスラフ・モロトフ が局員候補に選出。 |
| 1922年4月3日         | ジノヴィエフ、カーメネフ、レーニン、アレクセイ・ルイコフ、スターリン、ミハイル・トムスキー、トロツキーが中央委員会総会で正局員に選出。ブハーリン、カリーニン、モロトフが局員候補に選出。 |
| 1923年4月26日        | ジノヴィエフ、カーメネフ、レーニン、ルイコフ、スターリン、トムスキー、トロツキーが中央委員会総会で正局員に選出。ブハーリン、カリーニン、モロトフ、ヤン・ルズタークが局員候補に選出。 |
| 1924年1月21日        | レーニン死去 |
| 1924年6月2日         | ブハーリン、ジノヴィエフ、カーメネフ、ルイコフ、スターリン、トムスキー、トロツキーが中央委員会総会で正局員に選出。フェリックス・ジェルジンスキー、カリーニン、モロトフ、ルズターク、ソコリニコフ、ミハイル・フルンゼが局員候補に選出。 |
| 1925年10月31日       | フルンゼ死去 |
| 1926年1月1日         | ブハーリン、クリメント・ヴォロシーロフ、ジノヴィエフ、カリーニン、モロトフ、ルイコフ、スターリン、トムスキー、トロツキーが中央委員会総会で正局員に選出。ジェルジンスキー、カーメネフ、グリゴリー・ペトロフスキー、ルズターク、ニコライ・ウグラーノフが局員候補に選出。 |
| 1926年7月20日        | ジェルジンスキー死去 |
| 1926年7月23日        | ジノヴィエフが中央委員会総会で解任。ルズタークが正局員に選出。局員候補に再選されたのは以下：アンドレイ・アンドレーエフ、ラーザリ・カガノーヴィチ、カーメネフ、セルゲイ・キーロフ、アナスタス・ミコヤン、グリゴリー・オルジョニキーゼ、ペトロフスキー、ウグラーノフ。 |
| 1926年10月23日       | トロツキー、カーメネフが中央委員会・中央統制委員会合同総会で解任。 |
| 1926年11月3日        | オルジョニキーゼが中央委員会・中央統制委員会合同総会で解任。ヴラス・チュバーリが局員候補に選出。 |
| 1927年12月19日       | ブハーリン、ヴォロシーロフ、カリーニン、ヴァレリヤン・クイビシェフ、モロトフ、ルイコフ、ルズターク、スターリン、トムスキーが中央委員会総会で正局員に選出。アンドレーエフ、カガノーヴィチ、キーロフ、スタニスラフ・コシオール、ミコヤン、ペトロフスキー、ウグラーノフ、チュバーリが局員候補に選出。 |
| 1929年4月29日        | ウグラーノフが中央委員会総会で解任。カール・バウマンが局員候補に選出。 |
| 1929年6月21日        | セルゲイ・スイルツォフが中央委員会総会で局員候補に選出。 |
| 1929年11月17日       | ブハーリンが中央委員会総会で解任。 |
| 1930年7月13日        | ヴォロシーロフ、カガノーヴィチ、カリーニン、キーロフ、コシオール、クイビシェフ、モロトフ、ルズターク、ルイコフ、スターリンが中央委員会総会で正局員に選出。アンドレーエフ、ミコヤン、ペトロフスキー、スルツォフ、チュバーリが局員候補に選出。 |
| 1930年12月1日        | スルツォフが中央委員会総会で解任。 |
| 1930年12月21日       | ルイコフ、アンドレーエフが中央委員会・中央統制委員会合同総会で解任。オルジョニキーゼが正局員に選出。 |
| 1932年2月4日         | ルズタークが中央委員会総会で解任。アンドレーエフが正局員に選出。 |
| 1934年2月10日        | アンドレーエフ、ヴォロシーロフ、カガノーヴィチ、カリーニン、キーロフ、コシオール、クイビシェフ、モロトフ、オルジョニキーゼ、スターリンが中央委員会総会で正局員に選出。ミコヤン、ペトロフスキー、パーヴェル・ポスティシェフ、ルズターク、チュバーリが局員候補に選出。 |
| 1934年12月1日        | キーロフ暗殺 |
| 1935年1月25日        | クイビシェフ死去 |
| 1935年2月1日         | ミコヤン、チュバーリが中央委員会総会で正局員に選出。アンドレイ・ジダーノフ、ロベルト・エイヘが局員候補に選出。 |
| 1937年2月18日        | オルジョニキーゼ自殺 |
| 1937年5月26日        | ルズタークは5月25日逮捕の後、中央委員会および党から追放。 |
| 1937年10月12日       | ニコライ・エジョフ が中央委員会総会で局員候補に選出。 |
| 1938年1月14日        | ポスティシェフが中央委員会総会で解任。ニキータ・フルシチョフが局員候補に選出。 |
| 1938年4月29日        | エイヘ逮捕 |
| 1938年5月3日         | コシオール逮捕 |
| 1938年6月16日        | チュバーリが政治局決定で解任。 |
| 1939年3月22日        | アンドレーエフ、ヴォロシーロフ、ジダーノフ、カガノーヴィチ、カリーニン、ミコヤン、モロトフ、スターリン、フルシチョフが中央委員会総会で正局員に選出。ラヴレンチー・ベリヤ、ニコライ・シュヴェルニクが局員候補に選出。 |
| 1941年2月21日        | ニコライ・ヴォズネセンスキー、ゲオルギー・マレンコフ、アレクサンドル・シチェルバコフが中央委員会総会で局員候補に選出。 |
| 1945年5月10日        | シチェルバコフ死去 |
| 1946年3月18日        | ベリヤ、マレンコフが中央委員会総会で正局員に選出。ニコライ・ブルガーニン、アレクセイ・コスイギンが局員候補に選出。 |
| 1946年6月3日         | カリーニン死去 |
| 1947年2月26日        | ヴォズネセンスキーが中央委員会総会で正局員に選出。 |
| 1948年2月18日        | アンケートにより、ブルガーニンの正会員選出を確認。 |
| 1948年8月31日        | ジダーノフ死去 |
| 1948年9月4日         | アンケートにより、コスイギンの正会員選出を確認。 |
| 1949年3月7日         | ヴォズネセンスキー解任。 |
| 1952年10月16日       | アンドリアーノフ、アヴェルキイ・アーリストフ、ベリヤ、ブルガーニン、ヴォロシーロフ、イグナチョフ、カガノーヴィチ、コロチェンコ、クズネツォフ、オットー・クーシネン、マレンコフ、マルイシェフ、メルニコフ、ミコヤン、ミハイロフ、モロトフ、ミハイル・ペルヴーヒン、ポノマレンコ、サブーロフ、スターリン、ミハイル・スースロフ、フルシチョフ、チェスノコフ、シュヴェルニク、シキリャートフ。局員候補：レオニード・ブレジネフ、アンドレイ・ヴィシンスキー、アルセーニ・ズヴェーレフ、イグナトフ、カバノフ、コスイギン、パトリチェフ、ペゴフ、プザーノフ、テヴォーシヤン、ユーディン 非公式の幹部会が以下により組織：ベリヤ、ブルガーニン、ヴォロシーロフ、カガノーヴィチ、マレンコフ、ペルヴーヒン、サブーロフ、スターリン、フルシチョフ |
| 1953年3月5日         | スターリン死去 |
| 1953年3月5日         | 中央委員会、閣僚会議、最高会議幹部会の合同会議により、幹部会の会員に以下が再選出：ベリヤ、ブルガーニン、ヴォロシーロフ、カガノーヴィチ、マレンコフ、ミコヤン、モロトフ、ペルヴーヒン、サブーロフ、フルシチョフ。会員候補：バギーロフ、メルニコフ、ポノマレンコ、シュヴェルニク |
| 1953年6月6日         | メルニコフが中央委員会総会で解任。アレクセイ・キリチェンコが会員候補に選出。 |
| 1953年7月7日         | ベリヤが中央委員会総会で解任。（1953年6月26日逮捕） |
| 1953年7月17日        | バギーロフが中央委員会総会で解任。 |
| 1955年7月12日        | キリチェンコ、スースロフが中央委員会総会で正会員に選出。 |
| 1956年2月27日        | ブルガーニン、ヴォロシーロフ、カガノーヴィチ、キリチェンコ、マレンコフ、ミコヤン、モロトフ、ペルヴーヒン、サブーロフ、スースロフ、フルシチョフ。会員候補：ブレジネフ、ゲオルギー・ジューコフ、ヌリトディン・ムヒトディノフ、フルツェワ、シュヴェルニク、ドミトリー・シェピーロフ |
| 1957年2月14日        | フロル・コズロフが中央委員会総会で会員候補に選出。 |
| 1957年6月29日        | カガノーヴィチ、マレンコフ、モロトフ、シェピーロフが中央委員会総会で解任。幹部会に以下が再選出：アーリストフ、ベリヤエフ、ブレジネフ、ブルガーニン、ヴォロシーロフ、ジューコフ、イグナトフ、キリチェンコ、コズロフ、クーシネン、ミコヤン、スースロフ、フルツェワ、フルシチョフ、シュヴェルニク。会員候補：カールンベルジン、アンドレイ・キリレンコ、コロチェンコ、コスイギン、マズロフ、ヴァシル・ムジャヴァナゼ、ムヒトディノフ、ペルヴーヒン、ポスペーロフ。 |
| 1957年10月29日       | ジューコフが中央委員会総会で解任。 |
| 1957年12月17日       | ムヒトディノフが中央委員会総会で正会員に選出。 |
| 1958年6月18日        | ニコライ・ポドゴルヌイ、ドミトリー・ポリャンスキーが中央委員会総会で会員候補に選出。 |
| 1958年9月5日         | ブルガーニンが中央委員会総会で解任。 |
| 1960年5月4日         | ベルヤエフ、キリチェンコが中央委員会総会で解任。コスイギン、ポドゴルヌイ、ポリャンスキーが正会員に選出。 |
| 1960年7月16日        | ヴォロシーロフが中央委員会総会で解任。 |
| 1961年1月18日        | ゲンナジー・ヴォロノフ、ヴィクトル・グリシンが中央委員会総会で会員候補に選出。 |
| 1961年10月31日       | ブレジネフ、ヴォロノフ、コズロフ、コスイギン、クーシネン、ミコヤン、ポドゴルヌイ、ポリャンスキー、スースロフ、フルシチョフ、シュヴェルニク。会員候補：グリシン、マズロフ、ムジャヴァナゼ、シャラフ・ラシドフ、ウラジーミル・シチェルビツキー。 |
| 1962年4月23日        | キリレンコが中央委員会総会で正会員に選出。 |
| 1962年11月23日       | イェフレモフが中央委員会総会で会員候補に選出。 |
| 1963年12月13日       | シチェルビツキーが中央委員会総会で解任。ペトロ・シェレストが会員候補に選出。 |
| 1964年5月17日        | クーシネン死去 |
| 1964年10月14日       | フルシチョフが中央委員会総会で解任。 |
| 1964年11月16日       | コズロフが中央委員会総会で解任。シェレーピン、シェレストが正会員に選出。デミチェフが会員候補に選出。 |
| 1965年3月26日        | キリル・マズロフが中央委員会総会で正会員に選出。ウスチノフが会員候補に選出。 |
| 1965年12月6日        | シチェルビツキーが中央委員会総会で会員候補に再度選出。 |
| 1966年4月8日         | ブレジネフ、ヴォロノフ、キリレンコ、コスイギン、マズロフ、ペーリシェ、ポドゴルヌイ、ポリャンスキー、スースロフ、シェレーピン、シェレストが中央委員会総会で正局員に選出。グリシン、デミチェフ、クナーエフ、マシェロフ、ムジャヴァナゼ、ラシドフ、ウスチノフ、シチェルビツキーが局員候補に選出。 |
| 1967年6月21日        | アンドロポフが中央委員会総会で局員候補に選出。 |
| 1971年4月9日         | ブレジネフ、ヴォロノフ、グリシン、キリレンコ、コスイギン、クラコフ、クナーエフ、マズロフ、ペーリシェ、ポドゴルヌイ、ポリャンスキー、スースロフ、シェレーピン、シェレスト、シチェルビツキーが中央委員会総会で正局員に選出。アンドロポフ、デミチェフ、マシェロフ、ムジャヴァナゼ、ラシドフ、ウスチノフが局員候補に選出。 |
| 1971年11月23日       | ソロメンツェフが中央委員会総会で局員候補に選出。 |
| 1972年5月19日        | ボリス・ポノマリョフが中央委員会総会で局員候補に選出。 |
| 1972年12月18日       | ムジャヴァナゼが中央委員会総会で解任。 |
| 1973年4月27日        | ヴォロノフ、シェレストが中央委員会総会で解任。アンドロポフ、グレチコ、グロムイコが正局員に選出。ロマノフが局員候補に。 |
| 1975年4月16日        | シェレーピンが中央委員会総会で解任。 |
| 1976年3月5日         | アンドロポフ、ブレジネフ、グレチコ、グリシン、グロムイコ、キリレンコ、コスイギン、クラコフ、クナーエフ、マズロフ、ペーリシェ、ポドゴルヌイ、ロマノフ、スースロフ、ウスチノフ、シチェルビツキーが中央委員会総会で正局員に選出。ヘイダル・アリエフ、デミチェフ、マシェロフ、ポノマリョフ、ラシドフ、ソロメンツェフが局員候補に選出。 |
| 1976年4月26日        | グレチコ死去 |
| 1977年5月24日        | ポドゴルヌイが中央委員会総会で解任。 |
| 1977年10月3日        | クズネツォフ、チェルネンコが中央委員会総会で局員候補に選出。 |
| 1978年7月17日        | クラコフ死去 |
| 1978年11月27日       | マズロフが中央委員会総会で解任。チェルネンコが正局員に選出。チーホノフ、シェワルナゼが局員候補に選出。 |
| 1979年11月27日       | チーホノフが中央委員会総会で正局員に選出。ゴルバチョフが局員候補に選出。 |
| 1980年10月4日        | マシェロフが自動車事故死。 |
| 1980年10月21日       | コスイギンが中央委員会総会で解任。ゴルバチョフが正局員に、キセリョーフが局員候補に選出。 |
| 1981年3月3日         | アンドロポフ、ブレジネフ、ゴルバチョフ、グリシン、グロムイコ、キリレンコ、クナーエフ、ペーリシェ、ロマノフ、スースロフ、チーホノフ、ウスチノフ、チェルネンコ、シチェルビツキーが中央委員会総会で正局員に選出。アリエフ、デミチェフ、キセリョーフ、クズネツォフ、ポノマリョフ、ラシドフ、ソロメンツェフ、シェワルナゼが局員候補に選出。 |
| 1982年1月25日        | スースロフ死去 |
| 1982年5月24日        | ドルギフが中央委員会総会で局員候補に選出。 |
| 1982年11月10日       | ブレジネフ死去 |
| 1982年11月22日       | キリレンコが中央委員会総会で解任。アリエフが正局員に選出。 |
| 1983年1月11日        | キセリョーフ死去 |
| 1983年5月29日        | ペーリシェ死去 |
| 1983年6月15日        | ウォロトニコフが中央委員会総会で局員候補に選出。 |
| 1983年10月31日       | ラシドフ自殺 |
| 1983年12月26日       | ウォロトニコフ、ソロメンツェフが中央委員会総会で正局員に選出。チェブリコフが局員候補に選出。 |
| 1984年2月9日         | アンドロポフ死去 |
| 1984年12月20日       | ウスチノフ死去 |
| 1985年3月10日        | チェルネンコ死去 |
| 1985年4月23日        | リガチョフ、ルイシコフ、チェブリコフが中央委員会総会で正局員に選出。セルゲイ・ソコロフが局員候補に選出。 |
| 1985年7月1日         | ロマノフが中央委員会総会で解任。シェワルナゼが正局員に選出。 |
| 1985年10月15日       | チーホノフが中央委員会総会で解任。ニコライ・タルイジンが局員候補に選出。 |
| 1986年2月18日        | グリシンが中央委員会総会で解任。ボリス・エリツィンが局員候補に選出。 |
| 1986年3月6日         | アリエフ、ウォロトニコフ、ゴルバチョフ、グロムイコ、ザウコフ、クナーエフ、リガチョフ、ルイシコフ、ソロメンツェフ、チェブリコフ、シェワルナゼ、シチェルビツキーが中央委員会総会で正局員に選出。デミチェフ、ドルギーフ、エリツィン、スリュニコフ、S.ソコロフ、ソロヴィヨフ、タルイジンが局員候補に選出。 |
| 1987年1月28日        | クナーエフが中央委員会総会で解任。アレクサンドル・ヤコブレフが局員候補に選出。 |
| 1987年6月26日        | S.ソコロフが中央委員会総会で解任。スリューニコフ、ヤコブレフ、ニコノフが正局員に選出。ヤゾフが局員候補に選出。 |
| 1987年10月21日       | アリエフが中央委員会総会で解任。 |
| 1988年2月14日        | エリツィンが中央委員会総会で解任。ユーリ・マスリュコフ、ラズモヴィスキーが局員候補に選出。 |
| 1988年9月30日        | グロムイコ、ソロメンツェフ、デミチェフ、ドルギーフが中央委員会総会で解任。メドヴェージェフが正局員に選出。ビリュコワ、ヴラソフ、ルキヤノフが局員候補に選出。 |
| 1989年9月20日        | ニコノフ、チェブリコフ、シチェルビツキー、ソロヴィヨフ、タルイジンが中央委員会総会で解任。クリュチコフ、マスリュコフが正局員に選出。エフゲニー・プリマコフ、ボリス・プーゴが局員候補に選出。 |
| 1989年12月9日        | イワシコが中央委員会総会で正局員に選出。 |
| 1990年7月14日        | ブロキャヴィチュス、グンバリゼ、ゴルバチョフ、グレンコ、ジャソーホフ、イワシコ、カリモフ、ルチンスキ、マサリエフ、マフカモフ、モフシシャン、ムタリボフ、ナザルバエフ、ニヤゾフ、イワン・ポロスコフ、プロコフィエフ、ルビクス、セミョーノワ、シラーリ、Ye.ソコロフ、エゴール・ストローエフ、フロロフ、シェーニン、ヤナーエフが中央委員会総会で政治局員に選出。 |
| 1990年12月11日       | Ye.ソコロフ、モフシシャンが中央委員会総会で解任。マロフェエフ、ポゴシャンが正局員に選出。 |
| 1991年1月31日        | グンバリゼ、ヤナーエフが中央委員会・中央統制委員会合同総会で解任。アンヌスが正局員に選出。 |
| 1991年4月25日        | マサリエフが中央委員会・中央統制委員会合同総会で解任。アマンバエフ、エレメイ、スルコフが正局員に選出。 |
| 1991年7月26日        | ポゴシャンが中央委員会総会で解任。 |
| 1991年8月24日        | ソ連8月クーデター失敗の後、エリツィンがソ連共産党の活動を禁止。 |